# Hyphopeziza
Hyphopeziza is een monotypisch geslacht van schimmels behorend tot de familie Hyaloscyphaceae. Het bevat alleen Hyphopeziza pygmaea.